# Schefflera bougainvilleana
Schefflera bougainvilleana är en araliaväxtart som beskrevs av Hermann August Theodor Harms. Schefflera bougainvilleana ingår i släktet Schefflera och familjen araliaväxter. Inga underarter finns listade.